# تحسین یازیجی
تحسین یازیجی (ترکی استانبولی: Tahsin Yazıcı؛ (۱۹۲۲–۲۰ نوامبر ۲۰۰۲) پژوهشگر ادبی اهل ترکیه بود که در نیمه دوم قرن بیستم فعالیت داشت. مشهورترین اثر او تصحیح متون مناقب‌العارفین افلاکی، اثری دربارهٔ بزرگان طریقت مولویه است. او همچنین به مدت بیش از دو دهه سردبیر دانشنامه اسلام ترکیه بود.
یازیجی به عنوان «پژوهشگر برجسته ادبیات فارسی و عربی» توصیف شده‌است. همچنین آثار او در تصحیح و ترجمه متون مولویه «ضروری» توصیف شده‌اند.

## تحصیلات اولیه
یازیجی در هوغاس، روستایی نزدیک شهر کیغی در استان بینگول و در خانواده‌ای ترک‌تبار که از جانب دولت عثمانی صاحب منصب بودند، به دنیا آمد.
او در سال ۱۹۴۰ وارد دانشگاه استانبول شد و در سال ۱۹۴۵ در رشته زبان و ادبیات عربی و فارسی فارغ‌التحصیل شد. سال پس از آن به عنوان دستیار پژوهشی در گروه زبان‌های شرقی کلاسیک در دانشکده زبان مورد استخدام قرار گرفت.
در سال ۱۹۴۸، رساله‌ای دربارهٔ صوفی ترک به نام ابراهیم گلشنی نوشت و با دریافت دکترا درسال ۱۹۴۹ و در نهایت در سال ۱۹۵۲ سمت استادیاری زبان و ادبیات عربی و فارسی در دانشکده ادبیات را دریافت کرد.
مسیر پیشرفت حرفه‌ای او زمانی با خدمت سربازی در سال‌های ۱۹۵۶–۱۹۵۷ برای مدتی قطع شد. او در همین دوران با همسرش آشنا شد و دارای سه فرزند شد.

## پیشینه دانشگاهی
یازیجی در سال ۱۹۵۵، اندکی پیش از سربازی، «عبدالله انصاری و آثار او» (Abdullah-ı Ensârî ve eserleri) را نگاشت. او همچنین بین سال‌های ۱۹۵۹ تا ۱۹۶۱ نسخه‌ای انتقادی از مناقب‌العارفین نوشته شمس‌الدین احمد افلاکی را منتشر کرد.
زمانی که در سال ۱۹۶۳، گروه زبان و ادبیات عربی و فارسی در دانشکده ادبیات دانشگاه استانبول به دو بخش مستقل تبدیل شد، او ریاست بخش زبان و ادبیات فارسی را برعهده گرفت.
در سال ۱۹۷۰، او به عنوان رئیس دانشکده ادبیات و در سال ۱۹۸۱، زمانی که دانشگاه گروه زبان‌ها و ادبیات شرقی را که شامل گروه‌های عربی، فارسی، اردو، هندشناسی و چین‌شناسی بود، تأسیس کرد، یازیجی به عنوان مدیر این گروه منصوب شد.
از سال ۱۹۶۶ تا ۱۹۸۷، یازیجی سردبیر و نویسنده بیش از ۱۵۰ مقاله در "دانشنامه اسلام (ترکیه)" (İslâm Ansiklopedisi) بود که توسط بنیاد دینی ترکیه (ترکی استانبولی: Türkiye Diyanet Vakfı) منتشر شد. این اثر "هدف دوگانه اعطای بورسیه خاورشناسی و تشریح سهم ترک‌ها در سنت اسلامی" را دنبال می‌کرد.
او همچنین به عنوان ویراستار مشاور در زمینه تاریخ و ادبیات فارسی-ترکی برای دانشنامه ایرانیکا فعالیت داشت.

## تألیفات
- دستور زبان عربی ۱ (استانبول ۱۹۶۴، به همراه احمد آتش و نهاد ام. چتین). این اثر به بخش صرف در دستور زبان عربی می‌پردازد.
- گزیده‌هایی از ادبیات معاصر ایران (استانبول ۱۹۷۸، به همراه علی میلانی). این اثر شامل نمونه‌هایی از داستان‌ها، رمان‌ها و نامه‌های نویسندگان پیشگام داستان‌نویسی و رمان‌نویسی ایران از اوایل قرن بیستم است. در انتهای کتاب یک فرهنگ لغت نیز آمده‌است.
- گزیده‌هایی از نثر کهن فارسی (استانبول ۱۹۸۳، به همراه ا. ناجی توکماک و محمد کانار). در این اثر نیز بخش‌هایی کوتاه از آثار برجسته نثر فارسی کلاسیک انتخاب شده و در بخش دوم کتاب فرهنگ لغتی جامع در مورد این متون ارائه شده‌است.
- دستور زبان فارسی (I-II، استانبول ۱۹۵۸–۱۹۶۱، ۱۹۶۳–۱۹۶۴، به همراه احمد آتش). این اثر بیشتر به دستور زبان فارسی کلاسیک می‌پردازد و به عنوان منبعی برای فهم متون تاریخی و شعر مفید است. کتاب شامل نمونه‌هایی منظوم و منثور از فارسی کلاسیک نیز می‌شود.
- گزیده‌هایی از متون تاریخی فارسی (استانبول ۱۹۶۸، به همراه ناظف خواجه). این اثر با هدف خواندن و فهم متون مربوط به تاریخ اسلام و ایران تهیه شده و به‌طور خاص شامل بخش‌هایی از منابع تاریخی مربوط به دوره‌های سلجوقی و مغول است. در انتهای این کتاب نیز یک فرهنگ لغت آمده‌است.
- نویسندگان فارسی‌زبان آسیای صغیر (تهران ۱۳۷۱ ه‍.ش). این اثر فهرستی الفبایی از نویسندگانی است که در آناتولی به زبان فارسی نوشته‌اند یا ترجمه‌هایی از فارسی به ترکی دارند. همچنین به اثر فارسی و منبعی که اطلاعات از آن گرفته شده اشاره شده‌است.

## تصحیح و ترجمه‌ها
- احمد افلاکی، مناقب‌العارفین (متن، I-II، آنکارا ۱۹۵۹–۱۹۶۱، ۱۹۷۶–۱۹۸۰) و ترجمه منقبت‌نامه عارفان (I-II، آنکارا ۱۹۵۳–۱۹۵۴، ۱۹۶۶، ۱۹۸۹، ۱۹۹۵؛ I-II، استانبول ۱۹۶۴–۱۹۶۶، ۱۹۷۲–۱۹۷۳، ۱۹۸۶–۱۹۸۷، ۲۰۰۶). این اثر یکی از منابع مهم در مورد مولانا جلال‌الدین رومی و دوره بنیان‌گذاری مولویان است.
- خطیب فارسی، مناقب جمال‌الدین ساوی (آنکارا ۱۹۷۲).
- محیی گلشنی، مناقب ابراهیم گلشنی (آنکارا ۱۹۸۲).
- فریدون سپهسالار، مولانا و اطرافیانش (ترجمه، استانبول ۱۹۷۷). این اثر که اطلاعاتی در مورد مولانا و دوره او ارائه می‌دهد، پس از مناقب‌العارفین از منابع درجه اول است.
- قشیری، رساله (ترجمه، استانبول ۱۹۵۶؛ اصول تصوف رساله قشیریه، I-II، استانبول ۱۹۷۸).
- ناصر خسرو، روشنایی‌نامه (تهران ۱۳۷۳ ه‍.ش).

تعداد مقالات و مدخل‌های دانشنامه‌نویسی تألیف تحسین یازیجی به زبان‌های ترکی و زبان‌های دیگر بیش از ۲۰۰ عنوان است. این مقالات در نشریاتی مانند مجله شرق‌شناسی، مجله تُرک‌شناسی و مجله مؤسسه علوم اسلامی دانشکده الهیات به چاپ رسیده است.